# Петерс, Марибет
Марибет Петерс (англ. Marybeth Peters; 12 июня 1939, Потакет, Род-Айленд — 29 сентября 2022) — 11-й регистратор авторских прав Соединенных Штатов Америки. Работала в этой должности с 7 августа 1994 года по 31 декабря 2010 года.

## Биография
Марибет Петерс родилась 12 июня 1939 года в Потакете, Род-Айленд.
Перед вступлением в должность регистратора авторских прав Петерс занимала должности советника по планированию, исполняла обязанности в Генерального юрисконсульта по авторскому праву, работала начальником следственного отдела и справочно-информационного отдела. Кроме более чем 40 летней службы в Бюро по охране авторских прав, Петерс служила консультантом по авторскому праву во Всемирной организации интеллектуальной собственности в Женеве, Швейцария (1989—1990).
Марибет Петерс получила степень бакалавра колледжа Род-Айленда (Rhode Island College) в 1961 году, в 1971 году с отличием окончила школу права университета Джорджа Вашингтона (The George Washington University Law School).
С октября 1965 года она работала в Библиотеке Конгресса США в Департаменте обработки информации, с 14 февраля 1966 года работала в качестве музыкального эксперта в бывшей музыкальной секции Отдела экспертизы, консультантом главного юрисконсульта — с декабря 1975 года. В декабре 1977 года она была повышена до начальника информационно-справочного отдела. В апреле 1980 года она была назначена начальником отдела экспертизы, где она работала до сентября 1983 года, когда советником отдела планирования политики и выступала в этом качестве с 1983 по 1994 год. Также она также адвокатом с 1993 года по 1994 год.
Петерс читала много лекций по авторскому праву. В 2010 году она читала почётную лекцию по интеллектуальной собственности в Вашингтонгском юридическом колледже Американского университета; в 2010 году — лекцию на мемориале Кристофера Мейера (Christopher Meyer) в Юридической школе Университета Джорджа Вашингтона; в 2009 году — лекцию, посвящённую памяти баптистского священника и преподавателя Чарльза Кларка (Charles Clark) в Лондоне, при поддержке Агентства по лицензированию авторских прав, Федерации европейских издателей, Ассоциация издателей, Общества издателей и книжной ярмарки в Лондоне; в 2009 году — лекцию в рамках Глобальной программы в области прав в Саффолком университете на юридическом факультете; в 2004 году — лекцию памяти Brace в Нью-Йоркском университете на факультете права; и в 1996 году — лекцию в Колумбийском университете. Работала также лектором в юридическом институте коммуникаций католического университета Коламбус школы Американского права (1986—1994) и адъюнкт-профессором авторского права в Университете Майами, Школа права (1980—1986) и в Джорджтаунском университете в Law Center (1977—1978).
После ухода из Бюро охраны авторских прав Питерс работала старшим адвокатом в юридической фирме Облома Спивака (Oblon Spivak). Она также является членом совета директоров американского центра по авторским правам — Copyright Clearance Center.
За свою работу в качестве регистра авторских прав Петерс получила множество наград.
Петерс вышла на пенсию 31 декабря 2010 года. На этой должности её сменила Мария Pallante, ранее работавшая старшим советником библиотеки Конгресса США.
Скончалась 29 сентября 2022 года.

## Деятельность
На посту регистратора авторских прав США Марибет Петерс направляла политику и деятельность бюро авторских прав США, которое администрирует законы, касающиеся авторских прав в стране и дает по этому вопросу рекомендации Конгрессу. Она курировала принятие новых важных законов, включая Закон о соглашениях Уругвайского раунда, Закон о продлении срока охраны авторских прав — также известный как закон Сонни Боно (Sonny Bono Act) об авторском праве, Закон о цифровом авторском праве. Под её руководством в Бюро охраны авторских прав подготовлены многочисленные доклады Конгресса, которые включали рекомендации по законодательству Соединенных Штатов.